# Billy Smith
William John Smith (Perth, 12 dicembre 1950) è un ex hockeista su ghiaccio canadese di ruolo portiere, noto per la sua lunga militanza con i New York Islanders, con cui ha vinto quattro Stanley Cup.

## Carriera
Ha vinto un Vezina Trophy, il trofeo assegnato al miglior portiere stagionale, nel 1982. Nel 1993 è stato introdotto nella Hockey Hall of Fame.
Il 28 novembre 1979, nella partita tra i suoi Islanders ed i Colorado Rockies (persa per 7-4), Smith divenne il primo portiere NHL ad avere un gol accreditato; fu infatti l'ultimo giocatore della sua squadra ad aver toccato il puck prima che Rob Ramage dei Rockies lo mandasse, per sbaglio, nella sua porta.